# Heos Cogliani Lenzo
Heos Cogliani Lenzo (Messina, 18 dicembre 1920 – Messina, 8 giugno 2001) è stata una scrittrice e poetessa italiana.

## Biografia
Heos Cogliani in Lenzo, scrittrice e poetessa nota ormai da decenni nell'ambito letterario, è nata a Messina il 18 dicembre 1920. Laureatasi in Materie Letterarie a soli 19 anni, ha svolto la sua attività di docente di Lettere dapprima a Locri (RC) nell'anno scolastico 1939-40 e negli anni successivi in vari Istituti scolastici di Messina fino al 1945-46. Sposatasi nel frattempo e trasferitasi in Emilia, ha insegnato per lungo tempo a Guastalla (RE) e poi a Parma. Dal 1964 ha diretto varie Scuole Medie in qualità di Preside in provincia di Parma. Ritiratasi in quiscenza, ha vissuto ancora a Parma, ma trascorrendo lunghi periodi a Mandanici (ME), dedicandosi ancora alla sua produzione letteraria e dando vita a molteplici manifestazioni culturali. Heos Cogliani Lenzo ha pubblicato opere di vario genere. Va ricordato in particolare il Premio Letterario Nazionale di narrativa "Elio Vittorini" 1991, da lei vinto col suo secondo romanzo Non ci credo.

## Opere di narrativa e di teatro
1. Non ci credo.
Romanzo pubblicato da Armando Siciliano Editore. Messina, 1990. Vincitore della 13ª ediz. del Premio di narrativa "Elio Vittorini". È ambientato in Emilia nella bassa pianura padana, con riferimento alla Resistenza locale e alla liberazione della città di Parma ad opera dei Partigiani, tra i quali emerge la figura di "Paolo il Danese" (nome di battaglia di Arndt Lauritzen), comandante della "Brigata III Julia". Il suddetto volume è introdotto dalla "premessa" dalla Prof.ssa Giuseppina Silvestri e dalla "presentazione" del Prof. Angelo Sibilio.
2. La casa senza tempo.
 Romanzo con la presentazione dell'illustre critico letterario Francesco Squarcia. Edizione La Nazionale. Parma, 1962, e uscito in seconda edizione nel 1990, Armando Siciliano Editore. Messina. La vicenda narrata si svolge a Messina nel periodo a cavallo della II guerra mondiale.
3. Novelle Vere.
 Raccolta di novelle, pubblicata in tre successive edizioni (1963, 1968, 1973). Ediz. La Nazionale. Parma. Il volume "Novelle Vere" è stato adottato come testo di Narrativa per la Nuova Scuola Media in molte regioni d'Italia.
4. Altre novelle, non comprese nella precedente raccolta, sono state pubblicate in varie Riviste ed in Raccolte antologiche di Autori vari (Parma per l'arte, Prosatori a Mandanici, ecc).
5. Il maresciallo.
 Dramma in tre atti. Ediz. Scuderi. Messina, 1986.
6. Il fantasma del castello
 Ediz. Scuderi. Messina, 1998. Romanzo storico con la "premessa" del Prof. Cosimo Cucinotta, docente di Letteratura Italiana presso l'Università di Messina, e con la "presentazione" della dott.ssa Anna Mazzieri di Parma. È ambientato nel 1500 e ne è protagonista la marchesa Cassandra Marinoni, nota a tutti come "Donna Cenerina", il fantasma della Rocca Meli Lupi di Soragna (PR) che aleggerebbe ancor oggi per le sale dell'antico maniero. Tra i personaggi del romanzo figurano, oltre ai protagonisti, anche il Duca di Parma Ottavio Farnese, la Duchessa Margherita d'Austria, Alessandro Farnese, Don Giovanni d'Austria vincitore della battaglia di Lepanto, ecc.
7. 7 Sprazzi di vita.
Raccolta di racconti autobiografici introdotta dalla "Nota di lettura" del Prof. Angelo Scivoletto, Direttore dell'Istituto di Sociologia dell'Università di Parma. Il suddetto volume è attualmente in corso di stampa e uscira' entro il corrente anno 2000.
8. I miei discorsi letterari.
 Raccolta ancora inedita di sei conferenze aventi per oggetto rispettivamente: Giovanni Pascoli; Giuseppe Tomasi di Lampedusa; Giosuè Carducci; Giacomo Leopardi; la "Poesia dialettale nelle varie regioni d'Italia"; e la "Poesia dialettale siciliana attraverso i secoli".

## Opere poetiche
- La lunga via.
Ediz. Scuderi. Messina, 1983. Raccolta di n. 50 poesie con la Presentazione del poeta Nino Ferrau'. Numerose poesie contenute in questo volume hanno ottenuto lusinghieri riconoscimenti in concorsi letterari nazionali e internazionali.
- Molte altre poesie sono state pubblicate in varie riviste e Raccolte antologiche di Autori vari.
- Canti della mente e del cuore.
Raccolta di n. 61 poesie con la Presentazione della dott.ssa Anna Mazzieri. Il suddetto volume è attualmente in corso di stampa e uscirà entro il corrente anno 2000.
- Il cielo del mio tramonto.
 Raccolta ancora inedita di n. 55 poesie comprendente tra le altre (tutte in lingua italiana), anche due composizioni in lingua siciliana (dialetto messinese), e due in lingua francese, con relative traduzioni in italiano.

## Altre opere
- L'Iter di Lucilio.
 Saggio critico letterario. Ediz. Arti Grafiche Soncini. Guastalla (RE), 1961.
- Valore della fantasia e del sentimento in ordine al potenziamento delle capacità espressive del fanciullo nell'apprendimento della lingua. 
Conferenza didattico-pedagogica. Ediz. Poligrafici S.p.A. Reggio Emilia, 1962.
- Ore di lettura.
 Antologia italiana per la Nuova Scuola Media (redatta dall'Autrice con la collaborazione di Grandinetti e Orlando), in tre volumi pubblicati rispettivamente nel 1963, 1964, 1965.
- Babette, Luisa Elisabetta, la Duchessa dimenticata.
 Saggio storico-biografico. Ediz. Battei. Parma, 1995.
- Federico II di Svevia, stupor mundi; grande e geniale sovrano e primo propugnatore dell'unità d'Italia.
 Trattato storico-biografico. Ediz. Scuderi. Messina, 1998. N. 176 pag. Introdotto dalla "Nota di lettura" del Prof. Angelo Scivoletto, Direttore dell'Istiruto di Sociologia dell'Università di Parma. Trattasi di una rarissima, forse unica biografia redatta da autore Italiano, che contempli sotto tutti gli aspetti la figura del grande Federico II, Re del Regno di Sicilia, Imperatore e Re di Germania, dotato di eccezionale versatilità d'ingegno. Il suddetto trattato comprende anche un'"Appendice" di 18 pagine dal titolo: I figli di Federico. Persecuzione e sterminio della progenie degli Hohenstaufen, contenente notizie, difficilmente reperibili, anche sulle tristi vicende di Elena Comneno, seconda moglie di Manfredi, e dei suoi quattro figlioletti

## Fonti
http://www.Mandanici.net
| Controllo di autorità | SBN CFIV021205 |